# 一原けい
一原 けい（いちはら けい、8月22日 - ）は、元宝塚歌劇団専科の女役。元花組副組長。
京都府京都市、聖母学院高等学校出身。身長159cm。愛称は「プリマ」。

## 来歴
1973年、宝塚音楽学校入学。
1975年、音楽学校卒業後、宝塚歌劇団に61期生として入団。入団時の成績は12番。月組公演「春の宝塚踊り／ラムール・ア・パリ」で初舞台。
1976年、組まわりを経て雪組に配属。
雪組時代はダンスの得意な娘役として活躍し、1990年8月8日付で専科へと異動。
1993年6月29日付で花組へ異動となり、花組副組長に就任。
2000年8月22日付で再び専科へ異動となる。
専科異動後は各組に特別出演を続け、2014年7月27日、宙組「ベルサイユのばら」東京公演千秋楽をもって、宝塚歌劇団を退団。

## 人物
宝塚に憧れていた母の影響を受け、幼い頃からバレエを習っていたこともあり、高校卒業時のワンチャンスで音楽学校に合格した。
芸名は、一つの大きな原っぱに旅立ち、どんなことがあろうとも天からの恵みを受けて力強くやっていけるようにと、知人がつけてくれた。

## 宝塚歌劇団時代の主な舞台

### 初舞台
- 1975年3 - 5月、月組『春の宝塚踊り』『ラムール・ア・パリ』（宝塚大劇場のみ）

### 雪組時代
- 1977年7月、『あかねさす紫の花』新人公演：鏡女王（本役：城月美穂）／『ザ・レビュー』
- 1978年4月、『風と共に去りぬ』新人公演：ファニー・エルシング（本役：加奈霞）（東宝）
- 1979年8月、『朝霧に消えた人』新人公演：志津（本役：城月美穂）／『オールマン・リバー』
- 1979年10月、『愛の飛翔』（バウ）
- 1980年2月、『去りゆきし君がために』新人公演：ロリータ（本役：常花代）
- 1980年4月、『Star the Sunshine!』（バウ）踊る娘
- 1980年10月、『花の舞拍子』／『青き薔薇の軍神』新人公演：ラ・ヴァリエール夫人（本役：夢まどか）
- 1982年12月、『ザ・タカラヅカ』（東南アジア公演）
- 1984年5月、『愛の飛翔III』（バウ）
- 1984年9月、『千太郎纏しぐれ』新助／『フル・ビート』
- 1985年1月、『花夢幻』／『はばたけ黄金の翼よ』
- 1985年6月、『愛のカレードスコープ』エンツェンブルグ夫人／『アンド・ナウ!』
- 1985年9月、『はばたけ黄金の翼よ』／『フル・ビート』（地方公演）
- 1989年2月、『ムッシュ・ド・巴里』マルティーヌ／『ラ・パッション!』
- 1989年8月、『ベルサイユのばら - アンドレとオスカル編- 』ノワイユ伯爵夫人
- 1990年1月、『天守に花匂い立つ』小春／『ブライト・ディライト・タイム』
- 1990年6月、『黄昏色のハーフムーン』ジャネット／『パラダイス・トロピカーナ』
- 1990年9月、『天守に花匂い立つ』松浦／『ブライト・ディライト・タイム』（地方公演）
- 1991年2月、 『花幻抄』／ 『恋さわぎ』／『スイート・タイフーン』

### 花組時代
- 1993年10月、『アップル・ツリー』（東京特別・名古屋特別）ナジーラ
- 1993年12月、『ベイ・シティ・ブルース』エレノア／『イッツ・ア・ラブ・ストーリー』（東宝）
- 1994年5月、『たけくらべ』（東京特別・名古屋特別）おくに
- 1994年9月、『冬の嵐、ペテルブルグに死す』ダーリア・ペトローヴナ侯爵夫人／『ハイパー・ステージ!』
- 1996年12月、『香港夜想曲』（バウ）胡
- 1997年2月、『失われた楽園』ママ・ポーラ／『サザンクロス・レビュー』
- 1997年4月、『風と共に去りぬ』（全国ツアー）エルシング夫人
- 1997年8月、『ザッツ・レビュー』黒岩ろく
- 1998年5月、『SPEAKEASY -風の街の純情な悪党たち-』トードリー夫人（東京特別・名古屋特別）ロドニー・エスマン
- 1998年10月、『春ふたたび』かつら／『サザンクロス・レビュー』（全国ツアー）
- 1999年1月、『夜明けの序曲』お竜
- 1999年6月、『Endless Love -永遠の愛-』（名古屋特別・東京特別）アリフの母
- 2000年2月、『タンゴ・アルゼンチーノ』エリーズ／『ザ・レビューIV』（中日）

### 専科時代
- 2001年3月、『ベルサイユのばら2001 -オスカルとアンドレ編-』（星組）マロン・グラッセ
- 2002年4月、『風と共に去りぬ』（花組・雪組：日生劇場）ピティパット
- 2005年11月、『DAYTIME HUSTLER』（雪組：バウ・東京特別）シスター・エマ
- 2007年7月、『源氏物語 あさきゆめみしII』（花組：梅田芸術劇場）桐壺の更衣／乳母右近／嫗
- 2009年3月、『ZORRO 仮面のメサイア』（雪組）カタリーナ
- 2011年11月、『我が愛は山の彼方に』（月組：全国ツアー）柳花
- 2012年9月、『ジャンルイ・ファージョン - 王妃の調香師 -』（星組：バウ・東京特別）マダム・ド・ポリニャック
- 2014年5月、『ベルサイユのばら-オスカル編-』（宙組）マロン・グラッセ 退団公演[2]